# Calycanthus chinensis

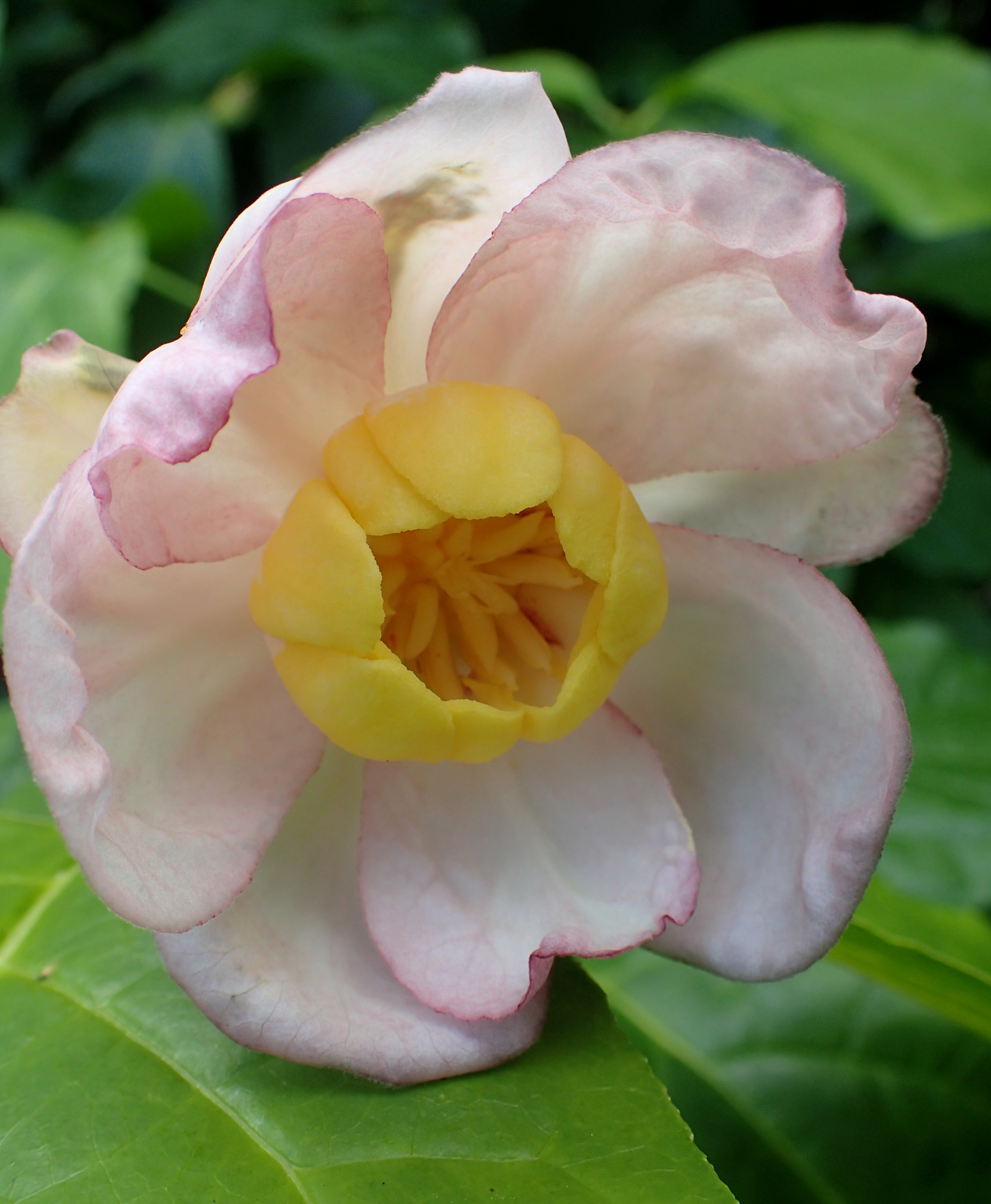
Blüte

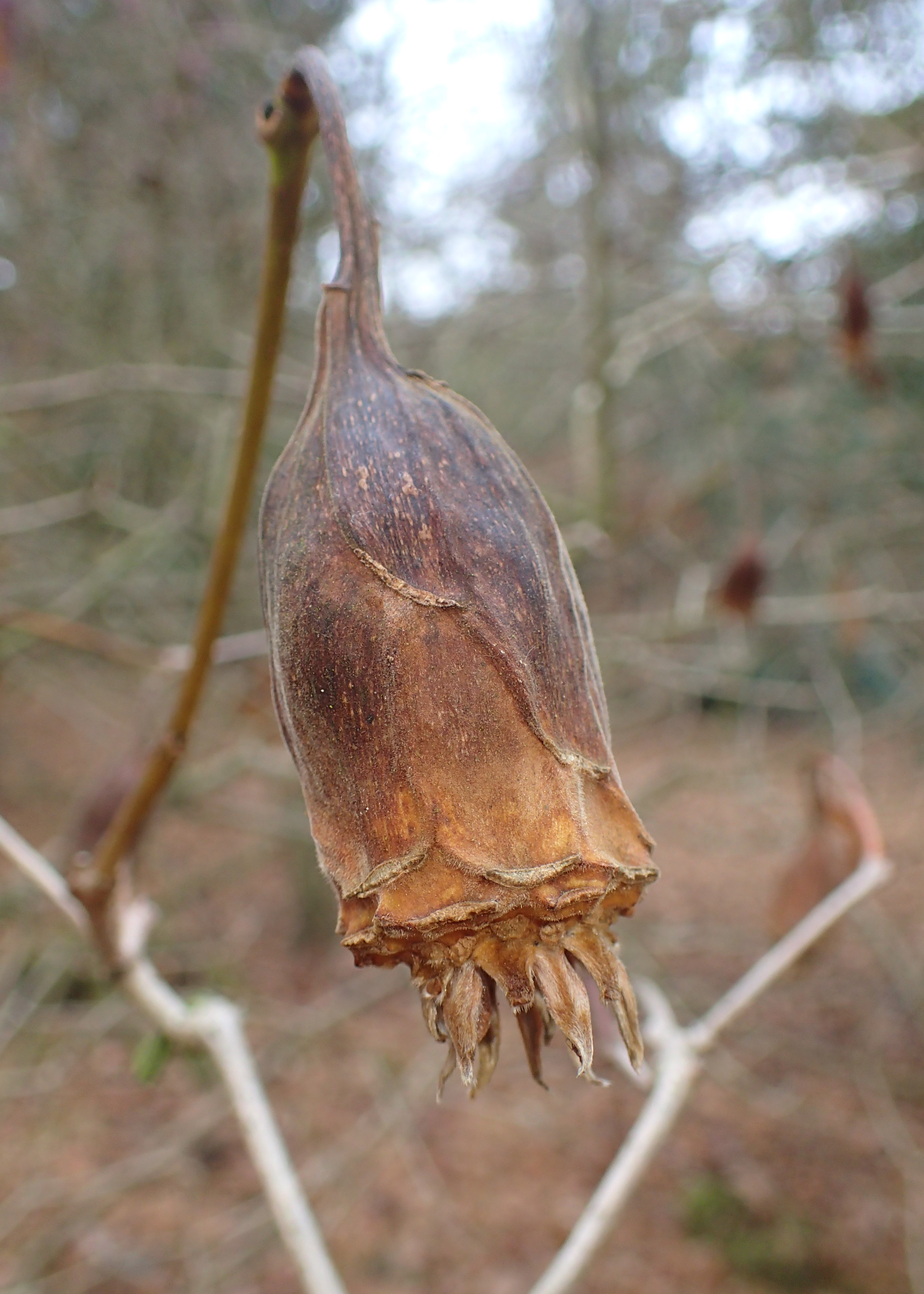
Frucht

Calycanthus chinensis (Syn.: Sinocalycanthus chinensis) oder der Chinesische Gewürzstrauch, ist eine Pflanzenart in der Familie der Gewürzsträucher aus dem südöstlichen China.

## Beschreibung
Calycanthus chinensis wächst als laubabwerfender Strauch bis zu 3 Meter hoch.
Die einfachen und kurz gestielten Laubblätter sind gegenständig. Die leicht ledrigen, spitzen bis bespitzten, ganzrandigen bis fein gesägten, oberseits leicht rauen, unterseits feinborstigen bis kahlen Blätter sind eiförmig bis verkehrt-eiförmig und bis 26 Zentimeter lang.
Die gestielten Blüten erscheinen endständig und einzeln. Die nicht duftenden, bis über 8 Zentimeter großen, weißen bis rosa überlaufenen Blüten mit gelbem Zentrum sind zwittrig mit einfacher Blütenhülle. Es ist ein becherförmiger, dickwandiger Blütenbecher ausgebildet. Es werden bis zu 30 dimorphe Blütenhüllblätter in zwei Kreisen gebildet. Die bis zu 14 Äußeren sind dachig und 2–4 Zentimeter lang. Die bis zu 16 kleineren, Inneren sind weiß-gelb, dachig und aufrecht. Es sind bis zu 20 kurze, bespitzte Staubblätter und innen bis zu 17 behaarte Staminodien vorhanden. Es sind bis zu 16 freie, mittelständige und seidig, pelzig behaarte Stempel mit fadenförmigen, zusammenstehenden Griffeln ausgebildet. Nektarien fehlen, aber es sind „Food-Bodies“ (Nahrungskörper) an den Saubblätten, Staminodien und inneren Tepalen vorhanden.
Es werden fibrös-ledrige, glockenförmige und vielsamige, bis 4,5 Zentimeter lange Sammelfrüchte im Blütenbecher mit Staminodialresten gebildet (Scheinfrucht). Es werden meist nicht alle Fruchtblätter entwickelt. Die abgeflachten, braunen, harten, fein behaarten, einsamigen Früchte (Achänen) sind bis 12 Millimeter lang und eiförmig bis elliptisch oder länglich. Die Früchte bleiben über den Winter stehen (Wintersteher).
Die Chromosomenzahl beträgt 2n = 22.